# Smiling Friends
Smiling Friends es una serie de animación para adultos creada por Zach Hadel y Michael Cusack para el bloque de programación nocturno de Cartoon Network Adult Swim, la serie va en torno a una pequeña caridad dedicada a hacer sonreír a la gente.
El episodio piloto se emitió en abril primero de 2020, sin haber sido anunciado como parte del evento anual de Adult Swim del día de los Inocentes (April’s fools), junto al estreno de la otra serie de Cusack. Yolo: Crystal Fantasy. El 19 de mayo de 2021, Adult Swim ordenó una temporada completa que inicialmente se planeó estrenar a finales de 2021. Un panel dedicado a la serie fue puesto durante el Adult Swim Festival el 12 de noviembre  de 2021, donde el cocreador Zach Hadel mencionó que la serie se estrenaría “Dentro de algunos meses”, posponiendo el estreno hasta 2022. La primera temporada contiene 8 episodios incluyendo el piloto. La temporada se estrenó eventualmente el 10 de enero de 2022, con Adult Swim emitiendo todos los episodios la misma noche a pesar de planes de emitirlos semanalmente.
Smiling Friends fue un éxito crítico y comercial, recibiendo aclamo universal por parte tanto de las audiencias como de los críticos por su caracterización, humor, guion e integración de mix media incluyendo animación en 2D, animación en 3D, stop motion y de imagen real. La serie fue renovada para una segunda temporada el 9 de febrero de 2022.

## Premisa
La serie sigue el día a día de las vidas y peripecias de una pequeña caridad dedicada a mejorar las vidas de sus clientes. Un par de empleados, el cínico Charlie y el alegre y optimista Pim, intentan ayudar a la gente que llama a la línea telefónica de la caridad, sin embargo esta tarea demuestra ser más complicada de lo anticipado debido a la frecuentemente intricada naturaleza de los problemas de sus clientes.

## Reparto

### Principal
- Zach Hadel como Charlie Dompler/ Glep/ Bliblie/ Jefe Bebé/ La abuela de Charlie/ DJ Spit/ La madre de Desmond/ Gnarly/ Mip/ fanático de Mr. Frog/ Mr. Peanut/ Ronald Reagan/ Sal / Huevo Centenario/ El Diablo

- Michael Cusack como Pim/ Alan / El padre de Pim/ Blieblie/ Demonio / Hadas/ Grim / Ketchup/ Sr. Rana / Pimienta/ Hermana de Pim/ Madre de Pim/ Rex / Warren Buffett

- Marc M. como Sr. Jefe

### Recurrentes
- David Dore como el Sujeto de las fiestas / Demonio del Bosque
- Mick Lauer como Insecto/ Sujeto en el Gimnasio/ Vaso loco/ Elfo / Voces Adicionales
- Erica Lindbeck como asistente/ Jennifer “Shrimpina” la Barista / Mostaza / La Princesa
- Chris O’Neill como Smormu / Sujeto audicionando para ser Mr. Frog
- Hans van Harken como Jimmy Fallon/ Sacerdote / Rostros Infernales / Voces Adicionales
- Rodrigo Huerta como Sujeto en la fila / Jacob el duende / Voces Adicionales
- Harry Partridge como Anunciador de Smormu / Grasa / Squelton 3D

### Invitados
- Mike Stoklasa como Desmond / Él mismo
- Finn Wolfhard como Hombre viviendo en la pared / varios Blieblies
- Nick Wolfhard como Graham Nelly / varios Blieblies
- Tom Fulp como Alpha
- Jane Badler como Anfitriona de show de celebridades
- David Firth como Camarón
- Dylan “Chills” como Patron
- Jason Paige como Cantante Soñado
- Perry Caravello como Simon S. Salty
- Mónica Franco como La Novia de Charlie
- Jim Knobeloch como anfitrión de show de misterio
- Clyde Boraine como Policía
- Lyle Burruss como Mr. Man
- Gilbert Gottfried como Dios
- James Rolfe como el mismo

## Temporadas
| Temporada | Temporada | Episodios | Episodios | Emisión original   | Emisión original    |
| Temporada | Temporada | Episodios | Episodios | Primera emisión    | Última emisión      |
| --------- | --------- | --------- | --------- | ------------------ | ------------------- |
|           | 1         | 9         | 9         | 1 de abril de 2020 | 6 de agosto de 2022 |
|           | 2         | 8         | 8         | 1 de abril de 2024 | 24 de junio de 2024 |

## Episodios

### Temporada 1 (2020-2022)
| N.º en serie | N.º en temp. | Título                                   | Dirigido por    | Guionizado por                                | Fecha de emisión original                                   | Audiencia (millones) |
| ------------ | ------------ | ---------------------------------------- | --------------- | --------------------------------------------- | ----------------------------------------------------------- | -------------------- |
| 1            | 1            | «Desmond's Big Day Out»                  | Jake Ganz       | Zach Hadel y Michael Cusack                   | 1 de abril de 2020 (adelanto) 10 de enero de 2022 (oficial) | 0.31                 |
| 2            | 2            | «Mr. Frog»                               | Georgia Kriss   | David Hootselle                               | 10 de enero de 2022                                         | 0.31                 |
| 3            | 3            | «Shrimp's Odyssey»                       | Georgia Kriss   | Jakub Zieba                                   | 10 de enero de 2022                                         | 0.30                 |
| 4            | 4            | «A Silly Halloween Special»              | Georgia Kriss   | Michael Dockery y Jason Kruse                 | 10 de enero de 2022                                         | 0.25                 |
| 5            | 5            | «Who Violently Murdered Simon S. Salty?» | Bob Dorian      | Mark Sheard                                   | 10 de enero de 2022                                         | 0.23                 |
| 6            | 6            | «Enchanted Forest»                       | Georgia Kriss   | Jakub Zieba                                   | 10 de enero de 2022                                         | 0.21                 |
| 7            | 7            | «Frowning Friends»                       | Bob Dorian      | Michael Harris                                | 10 de enero de 2022                                         | 0.21                 |
| 8            | 8            | «Charlie Dies and Doesn't Come Back»     | Bob Dorian      | David Hootselle                               | 10 de enero de 2022                                         | 0.22                 |
| 9            | 9            | «The Smiling Friends Go to Brazil!»      | Paul ter Voorde | Michael Dockery, Michael Harris y Mark Sheard | 6 de agosto de 2022                                         | 0.27                 |

### Temporada 2 (2024)
| N.º en serie | N.º en temp. | Título                                 | Dirigido por                    | Guionizado por                                                              | Fecha de emisión original                                  | Audiencia (millones) |
| ------------ | ------------ | -------------------------------------- | ------------------------------- | --------------------------------------------------------------------------- | ---------------------------------------------------------- | -------------------- |
| 1            | 1            | «Gwimbly»                              | Paul ter Voorde                 | James Cunningham, Michael Cusack, Michael Dockery y Zach Hadel              | 1 de abril de 2024 (adelanto) 13 de mayo de 2024 (oficial) | 0.24                 |
| 2            | 2            | «Mr. President»                        | Tina Tomar                      | Michael Cusack, Michael Dockery y Zach Hadel                                | 13 de mayo de 2024                                         | 0.28                 |
| 3            | 3            | «A Allan Adventure»                    | Paul ter Voorde                 | Michael Dockery, Jake Ganz, Paul Georghiou, Paul ter Voorde y Sheldon Vella | 20 de mayo de 2024                                         | 0.18                 |
| 4            | 4            | «Erm, the Boss Finds Love?»            | David Hootselle y Anthony Price | Michael Dockery, Paul Georghiou y David Hootselle                           | 27 de mayo de 2024                                         | 0.28                 |
| 5            | 5            | «Brother's Egg»                        | Anthony Price                   | Tijmen Raasveld y Jakub Zieba                                               | 3 de junio de 2024                                         | 0.20                 |
| 6            | 6            | «Charlie, Pim, and Bill vs. the Alien» | David Hootselle                 | David Hootselle                                                             | 10 de junio de 2024                                        | 0.17                 |
| 7            | 7            | «The Magical Red Jewel»                | Jeff Liu                        | Max Collins, Tijmen Raasveld y James White                                  | 17 de junio de 2024                                        | —                    |
| 8            | 8            | «Pim Finally Turns Green»              | Paul Georghiou                  | Paul Georghiou y Michael Cusack                                             | 24 de junio de 2024                                        | —                    |

## Producción
Smiling Friends fue creada por los animadores Zach Hadel y Michael Cusack, notables por sus éxitos individuales como creadores de contenido para las plataformas Newgrounds y YouTube. Ya bien familiarizados el uno con el otro en línea, el par concibió la idea para el programa en 2017, mientras cenaban en el Gus’s Chicken en Burbank, California, donde Cusack, quien reside en Melbourne, Australia, estaba visitando entonces. Hadel declaró en una entrevista que el objetivo para el programa era crearlo alrededor de un “grupo de adorables personajes, con un tipo de concepto sencillo, que pudieran llevar a cualquier lugar que quisieran” Se pusieron de acuerdo en la premisa de una línea telefónica para gente infeliz, que se volvió “El tejido colectivo que hizo que todo se conectara”. Sin embargo, Hadel declaró que aunque “La compañía es un aspecto importante del show, es en realidad el trampolín. Tenemos episodios donde no es ni siquiera sobre el trabajo”. El par señaló South Park y Seinfeld entre las principales influencias del show.
El dúo desarrolló el estilo visual como una mezcla 50/50 de los estilos de cada uno, Cusack ha comentado que sus dibujos suelen pasar por un “brillo de Zach final”.
Hadel y Cusack promovieron la serie a Adult Swim, quienes subsecuentemente aprobaron la producción en el piloto de 2018. Hadel había intentado previamente vender su serie web y de Chris O’Neill Hellbenders a la cadena, pero el proyecto no fue tomado mientras un piloto producido independientemente fue cancelado durante la producción. Mientras, Cusack creó el corto Bushworld Adventures basado en el programa Rick and Morty, el cual se estrenó durante un evento del día de los inocentes en el 2018, y también creó la serie YOLO: Crystal Fantasy, la cual se estrenó el 10 de agosto del 2020.
El piloto de Smiling Friends, que el par considera el primer episodio, se emitió el primero de abril de 2020, recibiendo aclamo crítico y se volvió el episodio más visto de cualquier show en el sitio web de la cadena. La emisora ordenó siete capítulos adicionales en mayo de 2021. Sirviendo de showrunners, Hadel y Cusack metieron las manos en cada aspecto de la producción, desde escribir, storyboards, diseños de personajes, animación final y diseño de  sonido, el cual el dúo considera inusual para una serie adulta animada. De acuerdo a Hadel, el presupuesto para la primera temporada fue equivalente al de un episodio de padre de familia(un estimado de 2 millones de dólares estadounidenses).
Adult Swim renovó la serie para una segunda temporada el 9 de febrero de 2022.

## Emisión
El piloto inicialmente se estrenó en los Estados Unidos y Canadá el primero de abril de 2020, durante el evento del día de los inocentes de la cadena.
La serie se estrenó oficialmente el 10 de enero de 2022, a las 12:00 a. m. con los episodios “Mr.Frog” y “Shrimp Odyssey”. El resto de la serie fue emitido en un no anunciado estreno maratón completamente, empezando desde las 12:30 a. m. seguido por una repetición a las 3:00 a. m. Los episodios se re emitirían con dos episodios separados estrenándose en las ranuras previstas por las siguientes cuatro semanas, incluyendo otro maratón el 13 de febrero, probablemente para atrapar audiencia que salía del final del Super Bowl LVI, también como para promover la disponibilidad de la serie a través de HBO Max y las recientes noticias de la renovación de la serie.
En Canadá, la serie se estrenó simultáneamente en Adult Swim con nuevos episodios emitidos cada semana. La serie posteriormente estrenó en E4 en el Reino Unido el 21 de enero del 2022, y Adult Swim en Francia el 24 de enero de 2022
La serie fue hecha disponible para servicios de streaming en HBO Max en los Estados Unidos y StackTV en Canadá en el 9 de febrero.
En octubre del 2023, debido al inicio de transmisiones del canal Adult Swim para Latinoamérica, la serie se emitió en el mismo canal exclusivamente para Latinoamérica.